# Xyccarph tenuis
Xyccarph tenuis är en spindelart som först beskrevs av Jehan Vellard 1924.  Xyccarph tenuis ingår i släktet Xyccarph och familjen dansspindlar. Inga underarter finns listade i Catalogue of Life.